# Pseudopostega subtila
Pseudopostega subtila là một loài bướm đêm thuộc họ Opostegidae. Nó được miêu tả bởi Donald R. Davis và Jonas R. Stonis, 2007. Nó được tìm thấy ở state of Minas Gerais of tây nam Brasil.
Chiều dài cánh trước khoảng 3.8 mm. Con trưởng thành bay vào tháng 12.